# Doctrine économique islamique
La doctrine économique islamique fait référence à l'ensemble des études islamiques cherchant à « identifier et promouvoir un ordre économique conforme aux textes sacrés et aux traditions islamiques ». Dans la sphère économique, cela renvoie au système de finance islamique sans intérêt, fondé sur la prohibition de l'intérêt (ribâ) par la charia. Cette littérature apparaît vers la fin des années 1940, et se développe au milieu des années 1960. Le système bancaire qui en découle s'est développé dans les années 1970. Les points principaux de la littérature en économie islamique sont les normes de comportement dérivées du Coran et de la Sunna. Ce sont la zakat, taxe à la base de la politique fiscale islamique, et la prohibition de l'intérêt.

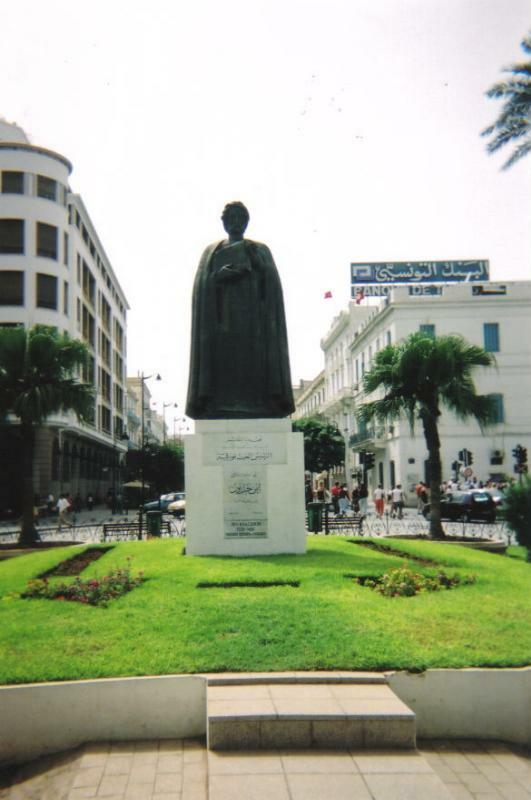
Statue d'Ibn Khaldoun à Tunis

Dans l'islam chiite, des érudits comme Mahmoud Taleghani et Mohammad Baqir al-Sadr ont développé une économie islamique qui recherche l'augmentation du niveau de vie des populations démunies. Cela passe par une intervention de l'État dans les domaines de l'équitable accès aux soins et dans la garantie que les intervenants du marché soient rémunérés en juste proportion de leur exposition au risque et/ou de leur fiabilité.
Les mouvements islamistes et les auteurs décrivent généralement le système économique islamique comme n'étant ni socialiste, ni capitaliste, mais plutôt comme une troisième voie qui évite les inconvénients des deux autres systèmes.

## Histoire
Voici les principaux concepts islamiques en lien au monde économique :
- zakat : la taxation de certains biens, comme les récoltes, pour redistribuer l'argent à des fins définies explicitement, telles que l'aide aux démunis.
- gharar : l'interdiction du hasard : en présence d'éléments d'incertitude, il faut établir un contrat (qui n'exclut pas seulement un système d'assurance, mais aussi le prêt d'argent sans participation dans les risques).
- ribâ : équivalent de l'usure. Les économistes islamiques modernes sont d'accord pour dire que ça ne correspond pas seulement à l'usure mais à toutes sortes d'intérêts).

Ces concepts, comme d'autres règles islamiques, viennent de prescriptions, anecdotes, exemples et mots de Mahomet, rassemblés et systématisés par les commentateurs selon une méthode inductive et casuistique. Parfois, d'autres sources sont employées, comme al-urf (la coutume), al-aql (la raison) et al-ijmâ' (le consensus des juristes).
En outre, la législation islamique (fiqh) a développé des catégories de lois qui correspondent aux lois classiques des contrats et des délits.

### Économie dans l'islam primitif
Certains affirment que la théorie et la pratique islamique initiales formaient un système économique cohérent, avec un projet pour un nouvel ordre de la société, dans lequel tous les acteurs seraient traités de façon plus juste. Michael Bonner, par exemple, a écrit qu'une économie de pauvreté prévalaient en islam jusqu'au XIIIe siècle ou XIVe siècle. Sous ce système, les conseils de Dieu auraient assuré que les flux d'argent et de biens étaient purifiés en redistribuant l'argent de ceux qui avaient trop vers ceux qui n'avaient pas assez, grâce à l'incitation à la zakat et la réprobation de la ribâ pour les prêts. Bonner affirme que Mahomet aidait aussi les marchands pauvres en leur laissant seulement des tentes, et non des habitations permanentes au marché de Médine, mais en les exonérant de cotisation et de loyer.

### Pensée économique islamique classique
Par degrés, les premiers musulmans fondèrent leur économie sur le Coran (comme la prohibition de la ribâ), et sur la sunna, les paroles et les agissements de Mahomet.
L'érudit musulman le plus connu qui étudia l'économie fut sans doute Ibn Khaldoun (1332-1406). Il est considéré comme le père de l'économie islamique moderne. Ibn Khaldoun étudia l'économie et la théorie politique dans l'introduction ou Muqaddimah (Prolegomena) de son Histoire du Monde (Kitab al-Ibar). Dans ce livre, il analyse l'asabiyya (cohésion sociale), qu'il situe comme la cause de la prospérité ou de la décrépitude des civilisations. Ibn Khaldoun eut l'intuition que de nombreuses forces sociales étaient cycliques et qu'il peut y avoir soudain des renversements aigus qui modifient profondément l'organisation des sociétés.
Il développa une théorie sur les bénéfices de la division du travail, liée aussi à l'asabiyya, la cohésion sociale optimale : plus une division du travail est complexe, meilleure est la croissance économique. Il observa que la croissance et le développement stimulent à la fois l'offre et la demande, et que les forces de l'offre et de la demande déterminent les prix des biens. Il observa aussi les forces macro-économiques de la croissance de la population, du développement du capital humain et des effets du développement technologique sur le développement économique. En fait, Ibn Khaldoun pensait que la croissance de la population était une fonction directe de la richesse.
Parmi les autres érudits majeurs des premiers siècles de l'islam, on trouve Abu Hanifah, Abu Yusuf (745-798), Ishaq bin Ali al-Rahwi (854–931), al-Farabi (873–950), Qabus (? -1012), Ibn Sina (Avicenne) (980–1037), Ibn Miskawayh (1030- ?), al-Ghazali (1058–1111), al-Mawardi (1075–1158), Nasīr al-Dīn al-Tūsī (1201–1274), Ibn Taimiyah (1263–1328) et al-Maqrizi.

### Économie au temps ducalifat
À l'époque de la révolution agricole arabe, une transformation sociale eut lieu en conséquence du changement de la politique de propriété des terres : toute personne, quels que soient son sexe, son ethnie ou sa religion, eut le droit de vendre, d'acheter, d'hériter et d'hypothéquer une terre. Selon le Coran, des signatures étaient requises pour les contrats portant sur des transactions majeures sur agriculture, l'industrie, le commerce et l'emploi. Une copie du contrat était normalement conservée par chaque partie.
Des juristes islamiques affirmaient que la privatisation des hydrocarbures, des terres agricoles et de l'eau était interdite. le principe de propriété publique ou en copropriété a été défini par les juristes islamiques à partir du hadith de Mahomet suivant :
Ibn Abbas a rapporté que Mahomet a dit : "Tous les musulmans sont partenaires dans trois choses : l'eau, la pâture et le feu." Anas a ajouté à ce hadith : "Son prix est haram (illicite)". Des juristes ont affirmé par les qiyas que cette restriction sur la privatisation peut être étendue à toutes les ressources essentielles qui profitent à la communauté entière.
Des formes anciennes de proto-capitalisme et de "marchés libres" existaient dans le califat. Une forme primitive d'économie de marché et de capitalisme marchand se développèrent entre le VIIIe et XIIe siècles. Une économie monétaire vigoureuse se développa. Elle était fondée sur une large circulation de la devise commune (le dinar) et sur l'intégration des aires monétaires anciennement indépendantes. Les techniques de commerce et les formes d'organisation du commerce employées pendant cette période inclurent rapidement des contrats, un commerce international de longue distance, des formes primaires d'association (mufawada), "d'association partielle" (madaraba), et des formes primaires de crédit, de dette, de profit, de pertes, de capital (al-mal), d'accumulation de capital (naja al-mal), de capital circulant, d'immobilisation (CAPEX), de revenus, de chèques, de billets à ordre, de transaction (waqf), de comptes d'épargne, de comptes courants, de systèmes de gages, d'emprunts, de taux de change, de banquiers, de changeurs de monnaie, de grand livres (comptabilité), de dépôt bancaire, d'affectations de fonds, de comptabilité en partie double et de poursuites pénales. Des organisations d'entreprises similaires aux corporations indépendantes de l'État existaient aussi dans le monde musulman. 
Les concepts d'aide sociale et de pension existèrent très tôt dans la loi islamique comme formes de la zakât, l'un des cinq piliers de l'islam, depuis l'époque du calife bien guidé Omar au VIIe siècle. Les taxes (dont la zakât et la djizîa) collectées pour le Bayt al-mal (en), le trésor public des musulmans, étaient utilisées pour apporter des revenus aux démunis : les pauvres, les personnes âgées, les orphelins, les veuves, et les handicapés. Selon le juriste chaféite Al-Ghazâlî, le gouvernement avoir aussi la responsabilité de stocker des denrées alimentaires dans toutes les provinces en cas de désastre ou de famine. Pour cette raison, le califat fut considéré comme l'un des premiers États assumant l'aide sociale.

### Période post-coloniale
Pendant la période post-coloniale et moderne, les idées de l'occident commencèrent à avoir une influence sur le monde musulman, y compris dans le domaine économique. Des écrivains musulmans cherchèrent à élaborer un système de règles économiques. Du fait que l'islam n'est pas simplement une spiritualité religieuse mais un système complet de société, ces auteurs en venaient à penser que l'islam devait aussi avoir son propre système économique, un système unique et supérieur aux systèmes non musulmans. À ce jour cependant, il n'y a pas de consensus au sein de la communauté musulmane sur une définition méthodologique de l'économie islamique.

#### La pensée de Sayyid Abul-Ala Mawdudi (1903-79)
Ce penseur musulman et indien fut le fondateur de la doctrine de l'économie islamique moderne. Sa pensée et son action s'inscrivent dans le contexte de la période de décolonisation de l'Inde et de la formation de l'État du Pakistan. Mawdudi fut le fondateur du parti Jamaat-i Islami (Parti de l'Islam) et chercha à redonner à l'Islam une place prédominante dans la vie des croyants. 
Il fut le spectateur du déclin de la pensée musulmane et de ses traditions dans une Inde contrôlée par les élites anglaises. La minorité musulmane (plus d'1/5ème de la population de l'Inde des années 1930) cherchait alors à reconstruire son identité devant l'accroissement de l'influence occidentale. En effet, l'accès aux postes importants de la société était grandement conditionné par la maîtrise à la fois de la langue anglaise mais également des façons de pensée et d'agir occidentales. De plus, une partie de la minorité musulmane développa la peur d'une domination Hindou de la société qui leur serait hostile et discriminante; peur alimentée par les écrits d'auteurs exacerbant le nationalisme Indien., et par le sur-endettement touchant alors les agriculteurs musulmans auprès des prêteurs Hindous, les mettant en position de faiblesse.
Ces tensions et craintes amenèrent une partie des penseurs musulmans à prôner la création d'un État Pakistanais regroupant la minorité musulmane.
Cependant, Mawdudi, bien que farouchement attaché à l'identité musulmane s'opposa résolument à la création d'un État musulman, arguant de l'universalité de l'Islam. comment en effet, selon Muwdadi, une religion à portée universelle pourrait être contenu dans un espace géographique déterminé ? En ce sens, un "nationalisme musulman" était pour lui un total oxymore et les dirigeants d'un tel pays étaient tels des "Pharaons et des Nimrod". En vérité, si les musulmans abordait une pratique sincère de leur foi et orientait leur vie entière selon les principes du Coran, un territoire national deviendrait automatique et "totalement immatériel". Dans ces discours, Mawdudi prône ainsi l'orientation de la vie entière du croyant vers les préceptes de l'Islam et la mise en place d'un "mode de vie islamique". En son sens, l'Islam doit toucher tous les aspects et moments de la vie du croyant: la vie privée évidemment mais surtout la vie politique, sociale, et économique. Sphère privée et publique doivent se confondre dans leur abandon aux préceptes d'Allah. Il souligne ainsi que s'il existe beaucoup de musulmans, une minorité seulement sont de "vrais musulmans", étant "complètement immergé dans l'Islam". Les autres musulmans se contentent de "quelques prières" et leurs "attirances, transactions quotidiennes, activités économiques, relations sociales [sont basées seulement] sur des considérations personnelles et leur intérêt propre". 
Mawdudi constate que les sphères économiques, politiques et sociales jouent un rôle de plus en plus important dans la vie quotidienne. La sphère privé tend à s'estomper et la place de la famille et des traditions est happée par la politisation de la vie en société. Un modèle islamique basé sur la pratique de la foi dans la seule sphère privé laisse donc de côté la majorité des interactions sociales et prises de décisions des croyants. 
Mawdudi préconise donc un "mode de vie musulman" englobant les domaines clés de la vie en société : la politique ("islam politique"), le droit ("constitution islamique") et l'économie ("économie islamique").
L'Économie Islamique prônée par Mawdudi recherche donc avant tout à restaurer la place de l'islam dans le mode de vie des croyants. Toutes les actions économiques des croyants doivent se faire en suivant les préceptes du Coran. Dans ce domaines, ses préconisations reprennent les thèmes principaux de l'économie islamique : le zakat, l'absence d'intérêt, le bannissement des jeux de hasards, etc. 
La pensée de Mawdudi fut le véritable fondement du développement de l'économie islamique moderne. Il est important de souligner que Mawdudi donne comme but principal à l'économie islamique de participer au renouveau de l'Islam face à l'influence occidentale. En ce sens, l'économie n'est pas tant vu comme une discipline à part entière où l'analyse scientifique prime, mais comme un instrument de propagation et d’entérinement de la pensée musulmane, tout comme la politique ou le droit. Ce statut particulier, en total contradiction avec la vision scientifique de l'économie (occidentale ou orientale) explique les nombreux débats doctrinaux à l'intérieur même de la discipline et les critiques qu'elle subit de la part des économistes orthodoxes dénonçant son aspect doctrinal.
Cependant, la vision de Muwdadi n'a jamais voulu fonder une économie islamique scientifique mais un instrument de renforcement de l'Islam se basant sur les prédications du Coran. Les préceptes de l'Économie Islamique écrits dans le Saint Livre sont justifiés par nature et non par la réflexion humaine. Ce statut particulier est essentiel à souligner pour analyser et comprendre l'économie islamique.

#### Autres penseurs islamiques
Dans les années 1960 et 1970, d'autres penseurs islamiques chiites ont travaillé à développer une doctrine économique islamique unique avec « ses propres réponses aux problèmes économiques contemporains ». Plusieurs travaux ont également eu une influence significative :
- Eslam va Malekiyyat (Islam et Propriété), de Mahmud Taleqani (1951)
- Iqtisaduna (notre Économie), de Mohammed Baqir al-Sadr (1961)
- Eqtesad-e Towhidi (l'Économie et l'harmonie divine), par Abolhassan Banisadr (1978)
- Plusieurs interprétations des droits de propriété, du capital et du travail dans une perspective islamique, de Habibullah Peyman (1979)[7].

#### Al-Sadr et l'économie islamique
Al-Sadr, en particulier, a été décrit comme ayant à lui tout seul développé la notion d'économie islamique.
Dans leurs travaux, al-Sadr et ces autres auteurs "cherchent à dépeindre l'islam comme une religion engagée dans la justice sociale, l'équité dans l'accès aux soins et la défense des classes défavorisées", avec des doctrines acceptables par les juristes islamiques. Ils réfutent les théories non islamiques du capitalisme et du marxisme. Cette version de l'économie islamique eut une influence sur la révolution iranienne. Elle encourageait la propriété privée de la terre et des entreprises industrielles fortes, alors que l'activité d'économie privée continuait dans des limites raisonnables. Ces idées modelèrent le secteur public et les politiques de subventions publiques lors de la révolution iranienne.
Dans les années 1980 et 1990, la révolution islamique échoua à atteindre un niveau de revenu par habitant égal au régime qu'il renversa, et les États communistes et socialistes non musulmans abandonnèrent le socialisme. L'intérêt musulman se détourna alors de la nationalisation et de la régulation. En Iran, on a observé que "eqtesad-e Eslami (traduisible par économie ou économie islamique)… qui fut d'abord une vache sacrée de la révolution, est maintenant indubitablement absent des documents officiels et des médias. Il a disparu des discours politiques iraniens il y a environ 15 ans [en 1990]."
Mais dans d'autres parties du monde musulman, le concept d'économie islamique continue à être utilisé sous la forme moins ambitieuse de système bancaire évitant le recours à l'intérêt. Des banquiers musulmans et des chefs religieux suggèrent des moyens d'intégrer la loi islamique dans l'utilisation de l'argent avec le concept moderne d'investissement éthique. Dans la banque, cela est fait grâce à l'utilisation de transactions bancaires pour atteindre des résultats similaires aux systèmes de l'intérêt. Ces pratiques sont critiquées avec virulence par de nombreux écrivains moderne comme un moyen de recouvrir un système bancaire classique d'un vernis d'économie islamique.

### Approche classique
Alors que la plupart des musulmans considèrent que la loi islamique comme parfaite en raison de son origine divine, la loi islamique dans les domaines économiques n'est pas « économique » dans le sens d'une étude systématique de la production, de la distribution et de la consommation de biens et de services. Un exemple de l'approche islamique traditionnelle des oulémas dans les questions économiques est le travail de l'imam Khomeini, Tawzii al-masa'il, où le terme économie n'apparaît pas et où le chapitre sur l'achat et la vente (Kharid o forush) vient après un chapitre sur le pèlerinage. Comme l'indique Olivier Roy, ce travail "présente les questions économiques comme des actes individuels susceptibles d'une analyse morale : «prêter sans intérêt fait partie des bonnes œuvres qui sont particulièrement recommandées dans les versets du Coran et de la tradition.»"

### Approche contemporaine de Mohammad Umar Chapra
Mohammad Umar Chapra est l'un des principaux défenseurs contemporain de l'économie islamique. 
Dans son article What is Islamic Economics? M. U. Chapra explique que « L’objet de toute économie, qu’elle soit conventionnelle ou islamique, est l’affectation et la distribution de ressources limitées qui permettent des utilisations illimitées". Comme toute économie, l'économie islamique vise donc à gérer la rareté des ressources, sa différence étant sur les moyens mis en œuvre à cette fin. 
Faisant un bilan de ce qu'il qualifie "d'échec" de l'économie conventionnelle, il propose des objectifs normatifs qui sont « le dérivé de la croyance dans la fraternité humaine, qui est à son tour le dérivé d’une conception religieuse de l’univers qui met l’accent sur le rôle de la croyance en Dieu, la responsabilité des êtres humains devant Lui, et les valeurs morales dans l’affectation et la répartition des ressources. » Ainsi, ces objectifs découlent avant tout d'une conception religieuse de la vie en société. Chapra dénonce en ce sens « le résultat du Siècle des Lumières dont la conception du monde est foncièrement profane ». 
Il établit alors que « L’économie islamique est fondée sur un paradigme dont l’objectif primordial est la justice socio-économique. Cet objectif prendra racine dans la croyance que les êtres humains sont les lieutenants du Dieu Unique, qui est le Créateur de l’Univers et de tout ce qu’il comporte. Ils sont frères entre eux et toutes les ressources à leur disposition leur ont été confiées par Lui en vue de leur utilisation de façon juste pour le bien-être de tous, sans exception. » C'est donc une conception différente du bien-être qui est mise en avant dans l'économie Islamique : « A la différence du paradigme séculier du marché, le bien-être humain ne dépend pas essentiellement de la maximisation de la richesse et de la consommation. Il exige une satisfaction équilibrée des besoins tant matériels que spirituels de la personnalité humaine. »
L'idée que le bien-être n'est pas atteint par des objectifs matériels n'est cependant pas propre à l'économie Islamique, étant un principe que l'on retrouve tant chez les marxistes que chez les penseurs grecs puis chrétiens et plus récemment chez les écologistes. 
Chapra souligne cependant que l'Islam ne condamne pas l'enrichissement personnel, qu'il valorise même : « Travailler dur pour assurer son propre bien-être (…) est aussi spirituel que l’acte de prières pourvu que l’effort matériel soit guidé par les valeurs morales. » Cependant, des valeurs morales doivent être intégrées pour assurer l'accomplissement spirituel de l'individu. Alors que l’économie conventionnelle a un « paradigme du système de marché [qui] présume que le comportement égoïste sur un marché concurrentiel servirait l’intérêt social », l’économie islamique a un « paradigme qui présume que le comportement individuel orienté vers la moralité (…) contribuerait à la réalisation de la justice socio-économique et du bien-être humain général. »
Pour M.U. Chapra, l'Économie Islamique ne rejette donc pas le matériel mais l'oriente à travers une certaine conception morale de la société. La question principale est donc de savoir comment promouvoir ce comportement moral chez l'individu. Pour Chapra, cela ne doit pas se faire "par la coercition et la discipline excessive. [L'Islam] essaie plutôt de créer un environnement favorable à travers une structure sociale fondée sur les valeurs morales, un système de motivation efficace et une réforme socio-économique. Il insiste également sur la création d’institutions adéquates et l’attribution au gouvernement d’un rôle efficace et orienté vers les objectifs. »
Cependant, ses critiques argueront du flou de cette mise en œuvre mais aussi des risques de dérives théocratiques d'un tel programme.

### Critiques de Timur Kuran
L'économiste Timur Kuran est le critique principal de l'économie islamique. Dans son livre Islam & Mammon  publiée en 2005 par l'université de Princeton (États-Unis) et qui reprend ses articles de recherche principaux sur le sujet, il réalise six grandes critiques de l'Économie Islamique.
1. L'Économie Islamique repose sur des propositions fondamentales erronées
La première proposition fondatrice de l'économie islamique est l'échec des systèmes précédents. Timur Kuran interroge cette affirmation de Chapra. Il soulève par exemple que les pays capitalistes sont les plus riches au monde quant au PIB, avec le moins d'Inégalités de revenu, et la meilleure espérance de vie et taux d'alphabétisation.
La seconde proposition est que l'Histoire du début de l'Islam, L'Âge d'or islamique, prouverait la supériorité du système économique islamique sur tout autre. Kuran réalise plusieurs critiques face à cette affirmation. Tout d'abord que sa vertu s'est accompagnée de l'assassinat de trois de ses quatre califes; ensuite que les conditions de vie y étaient bien inférieures à celles contemporaines; que des périodes suivantes ont été plus prospères (le califat abbasside, l’Espagne musulmane, l’Iran Sassanides, l’Empire ottoman, l’Inde moghole), ce qui contredit le besoin de revenir à l'Âge d'Or. 
2. L'Économie Islamique n'est pas spécifiquement islamique
Kuran souligne que l'Économie Islamique est un concept récent et non fondé sur une tradition de longue date. Si les sources musulmanes contiennent bien des prescriptions économiques, aucun système économique n'y est présent. Kuran rappelle que ce concept tout comme sa tradition ont été inventés dans les années 1940 par le penseur Sayyid Abul Ala Maududi.
Il souligne également que nombre de concept islamiques sont en fait partagés par l'économie classique : le partage des pertes et profits est à la base de l'actionnariat ou encore de la Joint-Venture; la Zakât, ou aumône légale musulmane, applique un principe redistributif classique de la fiscalité. 
3. L'Économie Islamique est inappliquée
Kuran défend également que l'Économie Islamique est inappliquée, et cela même dans son domaine de prédilection, la finance islamique, où les instruments les plus utilisés sont ceux copiant le prêt à intérêt et non le partage des pertes et des profits (cf. infra). Un constat repris par Chong et Liu (2009)  pour la Malaisie, où la mudaraba représente 0,1 % des financements des banques islamiques, la musharaka : 0,4 %, la murabaha : 57 %, et l'ijara : 24 %. Ainsi, au sens de Kuran, seuls 0,5 % des techniques financières consistent en des financement spécifiquement islamiques. Au contraire, la finance islamique serait très proche de la finance conventionnelle, et donc inappliquée.
4. L'Économie Islamique est inapplicable
Kuran critique la vision idéaliste de Chapra et souligne le manque de moyen d'application concrète de l'Économie Islamique.
5. L'Économie Islamique n'a aucun impact économique
Kuran critique notamment la Zakat. Il souligne que son taux d'imposition (de 2,5 % à 20 %) est faible comparativement aux standards des pays capitalistes. Son assiette est également limitée, puisqu'elle porte sur des éléments d'une économie traditionnelle et non moderne.
Enfin, il souligne que, même appliquée, la zakat n'a pas d'effet notoire. Ainsi, les pays qui la pratiquent n'ont pas de plus faibles inégalités de revenu.
6. L'Économie Islamique peut freiner la mise en place des réformes nécessaires
La critique majeure de Timur Kuran est sur les risques économiques que pourrait entrainer la mise en place d'une économie islamique. Le Rapport du PNUD sur le développement humain dans le monde arabe recense trois freins au développement économique du monde Arabe : un déficit de liberté, un déficit de participation des femmes et un déficit de savoir.  Or l'économie islamique n'affronte aucun de ces problèmes. Pour Kuran, elle détourne même des réformes nécessaires à combler le retard économique du monde Arabe, considérant que « les économistes islamistes contribuent au désespoir social ».
En sorte, l'Économie Islamique est pour Kuran une tradition inventée, sans réelle spécificité et pouvant s'avérer néfaste au développement économique des pays musulmans. 
Quel que soit le débat entre les tenants et les critiques de l'Économie Islamique, une branche principale de celle-ci s'est fortement développée depuis les années 1990 : la finance islamique.

## La propriété
Le Coran dit qu'Allah est le seul propriétaire de tout ce qui est dans le ciel et sur la terre. L'homme, cependant, est l'intendant d'Allah sur la terre, et il est responsable devant Allah de ce qui lui est confié (amana).Les juristes islamiques ont divisé en trois catégories la notion de propriété :
- la propriété publique ;
- la propriété de l'État ;
- la propriété privée.

### La propriété publique
Dans l'islam, la propriété publique fait référence aux ressources naturelles sur lesquelles tous les hommes ont un droit égal : forêts, prés, champs, terres non cultivables, eau, mines, ressources halieutiques, etc. Ces ressources sont considérées comme une propriété commune de l'oumma. Cette propriété est placée sous la tutelle et le contrôle de l'État, et tout citoyen peut en jouir, pour autant que cela ne lèse pas le droit des autres citoyens sur cette propriété.
Certains types de propriété publique ne peuvent être privatisés sous la loi islamique. La sentence de Mahomet selon laquelle « les hommes sont associés dans trois domaines : l'eau, le feu et les pâturages », a conduit des érudits à considérer que la privatisation de l'eau, de l'énergie et des terres agricoles ne pouvait être autorisée. D'autres types de propriétés publiques, comme les mines d'or, ont pu être privatisées avec l'accord de Mahomet, en échange de taxes à l'État islamique. Les propriétaires de l'ancienne propriété publique qui a été privatisée doivent payer la zakat et aussi, selon le système des érudits chiites, le khums. En règle générale, la privatisation et la nationalisation de la propriété publique font l'objet d'un débat au sein de la doctrine. Ainsi, la propriété publique peut finalement devenir une propriété de l'État ou une propriété privée.

### La propriété de l'État
La propriété d'État inclut certaines ressources naturelles de même que d'autre propriétés qui ne peuvent être immédiatement privatisées. La propriété dans un État islamique peut être mobile ou immobile, peut être acquise par conquête ou par des moyens pacifiques. Peuvent être considérées comme des propriétés de l'État, les propriétés non réclamées et les propriétés inoccupées ou sans héritiers, y compris les terres non cultivées (mawaf). Pendant la vie de Mahomet, un cinquième de l'équipement capturé à l'ennemi sur le champ de bataille était considéré comme la propriété de l'État. Pendant son règne, Omar (sur la recommandation d'Ali) considéra les terres conquises comme la propriété de l'État plutôt que comme une propriété privée, au contraire de la coutume de l'époque. La raison de cette politique était que la privatisation de cette propriété concentrerait les ressources entre les mains d'un petit nombre, et cela empêcherait que cette propriété puisse être utilisée pour le bien commun de l'oumma. La propriété était occupée par des cultivateurs, mais les taxes collectées allaient dans les caisses de l'État.
Mahomet disait : « Les terres anciennes et les terres en jachère sont pour Allah et pour son Messager (i. e. propriété de l'État), ensuite elles sont pour vous. » Les juristes en tirent la conclusion qu'à la fin, la propriété privée prend le dessus sur la propriété de l'État.

### La propriété privée
Il y a un consensus parmi les juristes islamiques et les sociologues pour dire que l'islam reconnaît et encourage le droit individuel à la propriété privée. Le Coran aborde régulièrement les problèmes de la taxation, de l'héritage, de l'interdiction du vol, de la légalité de la propriété, recommande les actes de charité, et bien d'autres choses encore concernant la propriété privée. L'islam garantit également la protection de la propriété privée par des peines sévères contre les voleurs. Mahomet dit que celui qui meurt en défendant sa propriété est comme un martyr.
Les économistes islamiques ont classifié l'acquisition de la propriété prouvée en trois catégories : involontaire, contractuelle ou non contractuelle. Une acquisition involontaire signifie que l'individu a bénéficié d'un héritage, d'un legs ou d'un cadeau. Une acquisition non contractuelle est une acquisition du type de la collecte ou de l'exploitation de ressources naturelles qui n'ont pas auparavant été propriétés privées. Une acquisition contractuelle inclut des activités telles que le commerce, l'achat, la location, l'embauche, etc.
Un élément de la tradition relative à Mahomet est partagé à la fois par les juristes chiites et sunnites : dans le cas où le droit à la propriété privée lèse d'autres individus, l'Islam résout le conflit par une réduction du droit à la propriété privée. Les juristes malékites et hanbalites avancent que si la propriété privée met en danger l'intérêt public, l'État peut limiter en quantité la propriété privée d'un individu. Ce point est toutefois débattu dans les autres écoles de droit islamique.

## Le marché
L'islam accepte le marché comme la base d'un mécanisme coordonné de système économique. L'enseignement islamique affirme que le marché, par une compétition optimale, permet aux consommateurs d'obtenir les biens qu'ils désirent et aux producteurs de vendre leurs produits, le tout selon un prix acceptable par les deux parties.
Les trois conditions nécessaires pour un marché opérationnel semblent respectées par les sources islamiques primitives :
- liberté d'échange : le Coran appelle les croyants à s'engager dans le commerce et à rejette l'affirmation que le commerce est interdit,
- propriété privée (voir ci-dessus),
- sécurité du contrat : le Coran appelle à la réalisation et à l'observation des contrats. Le plus long verset du Coran est au sujet des contrats commerciaux, précisément du paiement immédiat ou ultérieur.

### Ingérences
L'islam promeut un marché dégagé des ingérences telles que la fixation des prix ou la thésaurisation. Cependant, une intervention du gouvernement est acceptée dans des circonstances spécifiques.
L'islam interdit la fixation du prix par un groupe d'acheteurs ou de vendeurs qui dominent le marché. À l'époque de Mahomet, un petit groupe de marchands avaient l'habitude de rencontrer les producteurs agricoles hors de la ville et achetaient la récolte entière, obtenant ainsi le monopole du marché. Les produits étaient ensuite vendus à un prix plus élevé dans la ville. Mahomet a condamné cette pratique car cela causait du tort à la fois aux producteurs (ils devaient vendre leurs produits à un prix plus bas à cause de l'absence de clients nombreux) et aux habitants de Médine.
Les faits rapportés ci-dessus permettent aussi de justifier l'argument que le marché islamique se caractérise par une information libre. Les producteurs et les consommateurs ne doivent pas être privés d'informations sur les conditions de l'offre et de la demande. Les producteurs doivent informer les consommateurs de la qualité et de la quantité des biens qu'ils prétendent vendre. Certains érudits affirment que si un acheteur est escroqué par le vendeur, l'acheteur peut annuler la transaction au motif que la vente n'a pas respecté des conditions justes. Le Coran interdit également les moyens de transaction discriminatoires.
L'intervention du gouvernement dans le marché est justifiée dans des circonstances exceptionnelles comme la protection de l'intérêt public. Dans les circonstances normales, une non-intervention du gouvernement doit être encouragée. Quand on demanda à Mahomet de fixer le prix des biens dans le marché, il répondit : "je ne vais pas établir un précédent, laissons les gens continuer leur activité et leurs bénéfices mutuels".

## Politique fiscale et monétaire
La politique fiscale et monétaire concerne aussi bien un État en transition vers un modèle islamique qu'un régime en phase établie.

### Situation établie
La politique monétaire met l'accent sur le maintien d'une inflation théoriquement nulle. La valeur de la monnaie est maintenue selon un panier de biens et de services qui reflètent l'économie ainsi que sur un panier de valeurs qui refléterait leur niveau d'échange avec l'État. La proportion des deux paniers doit correspondre à la proportion du commerce extérieur à la consommation domestique. Cela coïncide avec les idéaux classique et néo-classique.
L'expansion de la masse monétaire est indexée directement à la population plutôt que par l'intermédiaire du système bancaire pour éviter un bénéfice injuste du système bancaire aux dépens de la population. La dérive régulière, les conflits d'intérêts et l'ingérence politique sont évités par l'indépendance du système bancaire et de l'autorité statistique.

### Situation de transition
Une transition graduelle est préférée à un changement brusque, selon le principe d'un état de transition similaire à l'état de transition du communisme.
La déficience des banques, des augmentations décalées des taux de réserve sont considérés comme préférables, selon une approche graduelle du système général de régulation.
Une politique fiscale keynésienne est exigée pour contrecarrer la chute de la masse monétaire causée par les politiques de transition. Le timing et le sens de la proportion sont critiques pour le succès d'une telle transition.

## Le système bancaire

### L'intérêt
Le Coran condamne clairement l'intérêt sous le terme de ribâ : "Ô les croyants! Ne pratiquez pas l’usure en multipliant démesurément votre capital. Et craignez Allah afin que vous réussissiez!"Le Coran, « La Famille d’Imran », III, 125, (ar) آل عمران
Du point de vue historique, le riba est cependant une forme d'intérêt spécifique; celle-ci date de l'époque pré-islamique et a un fonctionnement tout particulier : en cas de défaut de paiement de l'emprunteur, celui-ci doit rembourser au prêteur le double de son emprunt initial, en guise de sanction du non-paiement. Cet intérêt est donc largement favorable au prêteur et peut mettre l'emprunteur dans des difficultés considérables. À l'époque du prophète, le développement du riba créait des situations de quasi-esclavage des emprunteurs n'ayant pu rembourser. C'est cette forme inique d'intérêt que le prophète visait en tout premier lieu à l'interdire, c'est-à-dire, ainsi que l'établit le Coran, le riba.
Aujourd'hui néanmoins, la plupart des économistes islamiques s'accordent pour considérer que l'intérêt en général est ainsi prohibé.

### Les dettes
La plupart des institutions économiques islamiques conseillent des arrangements de participation entre le capital et le travail. Cette dernière règle reprend le principe islamique que l'emprunteur ne doit pas supporter tout le coût en cas de faillite, car "c'est Allah qui décide cette faillite, et veut qu'elle retombe sur tous ceux qui sont concernés".
C'est pourquoi les dettes conventionnelles sont inacceptables. Mais les structures d'investissement à risque conventionnelles sont mises en pratique même à de très petites échelles. Toutefois, toutes les dettes ne peuvent pas être considérées comme des structures d'investissement à risque. Par exemple, quand une famille achète une maison, elle n'investit pas dans une affaire à risque – un abri n'est pas une affaire à risque. De même, l'achat d'autres biens pour l'usage personnel, comme les voitures, les meubles, etc. ne peuvent sérieusement être considérés comme un investissement risqué dans lequel la banque islamique partagerait les risques et les profits.

### L'investissement par actions
Une alternative islamique à l'investissement par actions peut être construit à partir :
- d'entreprises à capital à risque,
- de banques d'investissement, d'entreprises restructurées,
- de marché d'actions restructuré.

Ce modèle a pour but de supprimer le principe de banque fondée sur l'intérêt et de remplacer les inefficacités du marché telles que le subventionnement des prêts pour les investissements avec partage des bénéfices. Ce subventionnement cause une double taxation et restreint les investissements sur fonds propres.

### Les prêteurs d'argent - exception au Pays des tamouls en histoire moderne.
Le change est une opération monétaire nécessaire au système. Selon les thèses de Sanjay Subrahmanyam et de Sangari Anandanadardja, historiens spécialisés dans la culture de la société tamoule, en histoire, en droit et en économie, les marchands tamouls sont connus pour être des spécialistes des changes et donc des prêteurs d'argent. Le change, est une activité non-haram, accessible à tous.  

## Le capital naturel
Peut-être en raison de la rareté des ressources dans de nombreuses nations musulmanes, cette forme d'économie qui met l'accent sur un usage limité du capital naturel (terres agricoles, etc.) connaît un certain succès, et certains érudits parlent aussi de capital durable. Ces recherches rejoignent les traditions de haram et hima qui prévalurent dans la civilisation musulmane primitive.

## La solidarité au sein de la société
Le système de solidarité, le chômage, la dette publique et la globalisation ont été réexaminés à partir des normes et des valeurs islamiques. Les banques islamiques se sont développées récemment dans le monde musulman, mais représentent une proportion très faible de l'économie mondiale en comparaison du système de banque occidental par dette. 

## Les actions islamiques
En juin 2005, l'indice Dow Jones, New-York, RHB Securities et Kuala Lumpur s'associèrent pour lancer un nouvel « Indice Islamique Malaysien » : une collection de 45 actions représentant des compagnies en accord avec de nombreux critères fondés sur la charia. Par exemple, trois variables doivent être chacune inférieure à 33 % de la capitalisation des douze mois en cours : la dette totale de la compagnie indexée, ses comptes recevables et la trésorerie productrice d'intérêts. Les obligations islamiques, ou sukuk, utilisent des retours de capitaux pour payer les investisseurs en respectant la prohibition des intérêts dans l'islam. Ces obligations sont souvent échangées en privé sur le marché hors-côte. En décembre 2009, Bursa Malaysia a annoncé qu'elle réfléchissait à rendre possible aux individus l'échange de dette en accord avec la charia. Cela faisait partie d'une série de mesures destinées à attirer de nouveaux investisseurs sur ces produits.

## La modélisation économique
La modélisation économique dans un contexte islamique cherche à trouver des variables et des paramètres alternatifs aux paramètres classiques. Par exemple, de nombreux modèles phares de la théorie économique moderne utilisent l'intérêt (ribâ) comme un élément majeur. Le ratio Q de Tobin serait une alternative à l'intérêt. Mais l'économie islamique a encore besoin de pionniers pour créer les composants de l'économie islamique.

## Poids dans la finance mondiale
Il y a aujourd'hui de nombreuses institutions financières dans le monde, y compris en Occident, qui proposent des services et des produits financiers qui suivent la jurisprudence économique islamique. Ainsi, des changements ont été introduits par Gordon Brown en 2003 pour que les banques britanniques et les sociétés de construction puissent proposer des emprunts islamiques pour l'achat d'une maison.
En 2004 fut créée en Grande-Bretagne la première banque en accord avec la charia : la Islamic Bank of Britain. Plusieurs banques proposent à leur clients des produits et des services fondés sur les principes de la finance islamique : la mudaraba, la murabaha, la musharaka et le qard.
Le secteur de la finance islamique a concerné en septembre 2006 entre 300 et 500 milliards de dollars (237 à 394 milliards d'euros), contre 200 milliards en 2004. Le nombre de banques de retrait et de fonds d'investissement islamiques se compte par centaines, et de nombreuses institutions financières occidentales proposent des produits en accord avec la charia, comme Citigroup, Deutsche Bank, HSBC, Llyods TSb et UBS. En 2008, au moins 500 milliards de dollars d'actifs ont été gérés en accord avec la charia dans le monde. Ce secteur croît de plus de 10 % par an. La finance islamique cherche à promouvoir la justice sociale en éliminant les pratiques d'exploitation. Concrètement, cela se ramène à un ensemble d'interdictions : le paiement d'intérêts, les jeux d'argent et les entreprises de pornographie ou de l'industrie du porc.

## Dépôts possible de brevets
Depuis peu, il est possible aux États-Unis de déposer des brevets pour des nouvelles méthodes de business. Un petit nombre de demandes de brevets ont été déposés pour des méthodes qui proposent des services financiers conformes à la charia. Ces demandes de brevets en cours de traitement incluent :
- un montage financier de copropriété dégressive (Declining balance co-ownership financing arrangement) : il s'agit d'un arrangement financier pour l'achat et le refinancement d'une maison qui se veut conforme à la charia. Il ne fait pas intervenir le paiement d'intérêts.
- un contrôle de système informatique avec possibilité de financement en conformité avec la charia. (Controlling a Computer System Enabling Sharia-Compliant Financing) : il s'agit d'une amélioration du système informatique destinée à supporter des transactions financières conformes à la charia.

## Critiques de la doctrine économique islamique
En dépit de la popularité de l'économie islamique, les critiques à son encontre ont été à la fois fortes et assez diverses. Ses détracteurs l'accusent "d'incohérence, d'incomplétude, de n'être pas pertinente", et "d'être dans une logique imprécatoire, guidée par une identité culturelle plus que par souci de résoudre des problèmes". Elle a aussi été écartée parce qu'elle serait un "méli-mélo d'idées populistes et socialistes" dans la théorie, et de "contrôle de l'économie inefficace et de politique de redistribution tout aussi inefficace" dans la pratique.
"Dans le contexte politique et régional où les islamistes et les oulémas émettent un avis sur tout, il est frappant de voir combien ils ont peu à dire sur cette question essentielle des activités humaines, au-delà de leurs prêches répétitifs comme quoi ce modèle n'est ni capitaliste, ni socialiste".
Le commerce au moyen de l'intérêt (ribâ) et de la spéculation (gharar) sont explicitement prohibés par des textes canoniques. Se fondant sur cette prohibition, les structures financières de tous les produits islamiques devraient éviter l'intérêt et la spéculation. Cependant, de nouvelles études empiriques formulent l'hypothèse que "la structure des produits de la finance islamique est fondée sur les interdictions islamiques. Toutefois, la gestion du risque de ces produits est toujours fondée sur la révocation des interdictions en question". Les exemples les plus manifestes de ce phénomène sont les produits du marché financier islamique comme Salam et Istisna'. Ces produits sont des couvertures pour les obligations islamiques (sukuk). Si les initiateurs de ces sukuks ou leur investisseurs souhaitent masquer les risques de taux d'intérêt ou de taux de change, ils doivent utiliser les méthodes précédentes. Comme ces méthodes sont conçues initialement pour imiter les pratiques de gestion du risque conventionnelles, elles doivent impliquer soit un système d'intérêts, soit l'échange spéculatif. Il y a eu des innovations pour essayer d'éviter de tomber dans des transactions faisant appel à l'intérêt ou à la spéculation. Parallel Salam et Synthetics en sont des exemples récents.
L'économiste Timur Kuran (cf. supra) a estimé dans le livre Islam and Mammon que l'économie islamique échoue dans sa tentative d'apporter des solutions aux problèmes de l'économie capitaliste.
Par ailleurs, une étude de Sohrab Behada affirme que le système proposé par l'islam est essentiellement un système capitaliste.